# 이원희 (교수)
이원희는 대한민국의 행정학자이다.

## 경력
- 민주당 재난재해대책 기획단 전문위원(2003.4-8)
- 경기도 규제개혁위원회 전문위원(2003-현재)
- 지방자치단체 예산집행실태 감사 자문위원(2005.5-9)
- 안성시 선거방송토론위원회 위원(2004.4-8)
- 과학기술부 예산자문위원(2004.1-현재)
- 안성의제21 공동대표(2004.1-현재)
- 경기지역사회연구회 운영위원장(2004.9-현재)
- 행정자치부 주관 기획예산처 혁신진단 연구원(2005.6-현재)